# Indian Falls
Indian Falls és una concentració de població designada pel cens dels Estats Units a l'estat de Califòrnia. Segons el cens del 2000 tenia 37 habitants.

## Demografia
Segons el cens del 2000, Indian Falls tenia 37 habitants, 19 habitatges, i 9 famílies. La densitat de població era de 7,9 habitants/km².
Dels 19 habitatges en un 26,3% hi vivien nens de menys de 18 anys, en un 42,1% hi vivien parelles casades, en un 10,5% dones solteres, i en un 47,4% no eren unitats familiars. En el 31,6% dels habitatges hi vivien persones soles el 5,3% de les quals corresponia a persones de 65 anys o més que vivien soles. El nombre mitjà de persones vivint en cada habitatge era d'1,95 i el nombre mitjà de persones que vivien en cada família era de 2,4.
Per edats la població es repartia de la següent manera: un 16,2% tenia menys de 18 anys, un 2,7% entre 18 i 24, un 32,4% entre 25 i 44, un 37,8% de 45 a 60 i un 10,8% 65 anys o més.
L'edat mediana era de 44 anys. Per cada 100 dones de 18 o més anys hi havia 93,8 homes.
La renda mediana per habitatge era de 7.321 $ i la renda mediana per família de 18.750 $. Els homes tenien una renda mediana de 0 $ mentre que les dones 0 $. La renda per capita de la població era de 5.936 $. Cap de les famílies i el 31,8% de la població estaven per davall del llindar de pobresa.

## Poblacions més properes
El següent diagrama mostra les poblacions més properes.